# Puegnago sul Garda
Puegnago sul Garda é uma comuna italiana da região da Lombardia, província de Bréscia, com cerca de 2.775 habitantes. Estende-se por uma área de 10 km², tendo uma densidade populacional de 278 hab/km². Faz fronteira com Gavardo, Manerba del Garda, Muscoline, Polpenazze del Garda, Salò, San Felice del Benaco.

## Demografia
| Variação demográfica do município entre 1861 e 2011                               |
|                                                                                   |
| Fonte: Istituto Nazionale di Statistica (ISTAT) - Elaboração gráfica da Wikipedia |